# Milano-Modena
La Milano-Modena fu una corsa in linea maschile di ciclismo su strada, che si disputò tra le città di Milano e Modena, in Italia, dal 1906 al 1955.

## Storia
La corsa, creata nel 1906, non ebbe formula fissa: nel 1928 e nel 1931 fu una gara a cronometro, nel 1936 si svolsero sette prove su pista e la classifica finale fu a punti. In genere, tuttavia, si disputò come normale corsa in linea su strada.
Alla competizione parteciparono e trionfarono importanti ciclisti della prima metà del XX secolo, quali Luigi Ganna, Gaetano Belloni, Costante Girardengo, Alfredo Binda, Learco Guerra. Nel 1952 si corse un'edizione non ufficiale della corsa. Le ultime due edizioni, nel 1954 e nel 1955, vennero invece vinte da Fiorenzo Magni.

## Albo d'oro
Aggiornato all'edizione 1955. In corsivo le edizioni non ufficiali
| Anno      | Vincitore           | Secondo             | Terzo                 |
| --------- | ------------------- | ------------------- | --------------------- |
| 1906      | Anteo Carapezzi     | Cesare Zanzottera   | Giovanni Cuniolo      |
| 1907      | non disputata       | non disputata       | non disputata         |
| 1908      | Giovanni Cuniolo    | Omer Beaugendre     | Carlo Mairani         |
| 1909      | Cesare Zanzottera   | Georges Lorgeou     | Mario Bruschera       |
| 1910      | Luigi Ganna         | Giovanni Micheletto | Emilio Petiva         |
| 1911      | Galeazzo Bolzoni    | Carlo Durando       | Eugène Dhers          |
| 1912      | Carlo Durando       | Angelo Gremo        | Charles Deruyter      |
| 1913      | Ezio Corlaita       | Emilio Petiva       | Carlo Durando         |
| 1914-1916 | non disputata       | non disputata       | non disputata         |
| 1917      | Oscar Egg           | Costante Girardengo | Alfredo Sivocci       |
| 1918      | Gaetano Belloni     | Lauro Bordin        | Alexis Michiels       |
| 1919      | Costante Girardengo | Ugo Agostoni        | Heiri Suter           |
| 1920      | Costante Girardengo | Giuseppe Azzini     | Lauro Bordin          |
| 1921      | Gaetano Belloni     | Costante Girardengo | Ugo Agostoni          |
| 1922      | Giovanni Bassi      | Ugo Agostoni        | Alessandro Tonani     |
| 1923      | Pietro Linari       | Piero Bestetti      | Federico Gay          |
| 1924      | Nello Ciaccheri     | Emilio Petiva       | Alfredo Dinale        |
| 1925      | Gaetano Belloni     | Alfredo Binda       | Giovanni Brunero      |
| 1926      | Alfredo Binda       | Giovanni Brunero    | Alfonso Piccin        |
| 1927      | Domenico Piemontesi | Ermanno Vallazza    | Battista Giuntelli    |
| 1928      | Costante Girardengo | Alfredo Binda       | Pietro Fossati        |
| 1929      | Felice Gremo        | Adriano Zanaga      | Allegro Grandi        |
| 1930      | Aimone Altissimo    | 16 ciclisti ex æquo | non assegnato         |
| 1931      | Bruno Catellani     | Giuseppe Olmo       | Alfredo Bovet         |
| 1932      | Mario Cipriani      | Angelo Firpo        | Vasco Bergamaschi     |
| 1933      | Bernardo Rogora     | Nino Sella          | Renato Scorticati     |
| 1934      | Learco Guerra       | Nino Borsari        | Bernardo Rogora       |
| 1935      | Learco Guerra       | Giuseppe Olmo       | Renato Scorticati     |
| 1936      | Aldo Bini           | Giuseppe Olmo       | Tolmino Gios          |
| 1937      | Aldo Bini           | Glauco Servadei     | Olimpio Bizzi         |
| 1938      | Aldo Bini           | Glauco Servadei     | Pietro Rimoldi        |
| 1939      | Marco Cimatti       | Giovanni Bisio      | Adolfo Leoni          |
| 1940      | Vasco Bergamaschi   | Piero Chiappini     | Hans Martin           |
| 1941      | Giovanni Bisio      | Primo Zuccotti      | Osvaldo Bailo         |
| 1942      | Diego Marabelli     | Mario De Benedetti  | Glauco Servadei       |
| 1943-1946 | non disputata       | non disputata       | non disputata         |
| 1947      | Oreste Conte        | Alfredo Martini     | Egidio Marangoni      |
| 1948      | Alberto Ghirardi    | Vito Ortelli        | Antonio Bevilacqua    |
| 1949      | Guido De Santi      | Daniel Orts         | Luciano Maggini       |
| 1950      | Pasquale Fornara    | Luciano Maggini     | Alfredo Martini       |
| 1951      | Giorgio Albani      | Giovanni Pinarello  | Giuseppe Doni         |
| 1952      | Antonio Bevilacqua  | Angelo Conterno     | Alfio Ferrari         |
| 1953      | Andrea Barro        | Arnaldo Faccioli    | Tranquillo Scudellaro |
| 1954      | Fiorenzo Magni      | Bruno Monti         | Giorgio Albani        |
| 1955      | Fiorenzo Magni      | Fausto Coppi        | Germain Derijcke      |